# 1re série 1961/62
Die Saison 1961/62 war die 40. Spielzeit der 1re série, der höchsten französischen Eishockeyspielklasse. Meister wurde zum insgesamt dritten Mal in der Vereinsgeschichte der Athletic Club de Boulogne-Billancourt.

## Modus
In der Hauptrunde bestritten die drei Mannschaften jeweils vier Spiele. Der Erstplatzierte der Hauptrunde qualifizierte sich für das Meisterschaftsfinale, für das der Vorjahresmeister Chamonix Hockey Club automatisch qualifiziert war. Da dieser jedoch nicht antrat, wurde der AC Boulogne-Billancourt zum Meister erklärt. Für einen Sieg erhielt jede Mannschaft zwei Punkte, bei einem Unentschieden gab es ein Punkt und bei einer Niederlage null Punkte.

## Hauptrunde

### Tabelle
|    | Klub                                  | Sp | S | U | N | T  | GT | Punkte |
| -- | ------------------------------------- | -- | - | - | - | -- | -- | ------ |
| 1. | Athletic Club de Boulogne-Billancourt | 3  | 3 | 0 | 0 | 39 | 10 | 6      |
| 2. | Ours de Villard-de-Lans               | 3  | 2 | 0 | 1 | 24 | 19 | 4      |
| 3. | Diables Rouges de Briançon            | 4  | 0 | 0 | 4 | 13 | 47 | 0      |

Sp = Spiele, S = Siege, U = Unentschieden, N = Niederlagen

## Meisterschaftsfinale
- Athletic Club de Boulogne-Billancourt – Chamonix Hockey Club (Nichtantritt)